# Gideon Obeng Kyeremeh
Gideon Obeng Kyeremeh, född 14 december 2003, är en ghanansk fotbollsspelare.

## Klubbkarriär

### Säsongen 2017
Obeng Kyeremeh gjorde sin Premier League-debut när han byttes in mot Richard Mpong i matchen mot Berekum Chelsea FC den 6 november 2017 endast 13 år, 11 månader och 23 dagar gammal och slog därmed rekord som den yngsta spelaren någonsin i ligan. Matchen var av ceremoniell match för Aduana Stars som vunnit ligan och laget tog en 2-1-seger. Enligt matchrapporten mellan samma lag (1-0-vinst för Aduana) från 7 maj 2017 byttes Kyeremeh in i den 73 minuten och skulle i så fall ha gjort sin debut redan vid åldern 13 år, 5 månader och 23 dagar. Spelaren står noterad för ytterligare två matcher under säsongen, varav en från start.

### Säsongen 2018
Kyeremeh gjorde sin säsongsdebut i 6-0-vinsten den 1 april  mot Inter Allies då han byttes in mot Bright Adjei i den 72:a minuten och assisterade Nathaniel Asamoah till 5-0-målet. Tio dagar senare byttes han in i matchen mot Eleven Wonders och fastställde slutresultatet till 4-1.

### Klubbstatistik
| Klubb                                                | Säsong            | Inhemsk liga      | Inhemsk liga | Inhemsk liga | Nat. täv. | Nat. täv. | Internat. täv. | Internat. täv. | Totalt | Totalt |
| Klubb                                                | Säsong            | Serie             | SM           | Mål          | SM        | Mål       | SM             | Mål            | SM     | Mål    |
| ---------------------------------------------------- | ----------------- | ----------------- | ------------ | ------------ | --------- | --------- | -------------- | -------------- | ------ | ------ |
| Aduana Stars                                         | 2017              | Premier League    | 3            | 0            | 0         | 0         | 0              | 0              | 3      | 0      |
| Aduana Stars                                         | 2018              | Premier League    | 2            | 1            | 0         | 0         | 0              | 0              | 2      | 1      |
| Aduana Stars                                         | Totalt i klubblag | Totalt i klubblag | 5            | 1            | 0         | 0         | 0              | 0              | 5      | 1      |
| Berekum Chelsea                                      | 2019/2020         | Premier League    | 2            | 0            | 0         | 0         | 0              | 0              | 2      | 0      |
| Berekum Chelsea                                      | Totalt i klubblag | Totalt i klubblag | 2            | 0            | 0         | 0         | 0              | 0              | 2      | 0      |
| Antal matcher och mål är korrekt per den 26 maj 2020 |                   |                   |              |              |           |           |                |                |        |        |